# Cessens
Cessens – miejscowość i dawna gmina we Francji, w regionie Owernia-Rodan-Alpy, w departamencie Sabaudia. W 2013 roku jej populacja wynosiła 415 mieszkańców. 
W dniu 1 stycznia 2016 roku z połączenia sześciu ówczesnych gmin – Albens, Cessens, Épersy, Mognard, Saint-Germain-la-Chambotte oraz Saint-Girod – utworzono nową gminę Entrelacs. Siedzibą gminy została miejscowość Albens. 